# 25925 Jamesfenska
25925 Jamesfenska è un asteroide della fascia principale. Scoperto nel 2001, presenta un'orbita caratterizzata da un semiasse maggiore pari a 2,3149848 UA e da un'eccentricità di 0,0907791, inclinata di 7,31914° rispetto all'eclittica.